# مارتن تشارلز جوتزويلر
مارتن تشارلز جوتزويلر (بالإنجليزية: Martin Gutzwiller)‏ (12 أكتوبر 1925 - 3 مارس 2014) عالم فيزياء سويسري أمريكي، اشتهر بعمله في نظرية المجا ، وفوضى الكم ، والأنظمة المعقدة .وكان أيضًا أستاذًا مساعدًا للفيزياء في جامعة ييل.

## الجوائز والتكريم
- جائزة داني هينمان للفيزياء الرياضية (1993).[4]